# بورش 911
بورشه 911 (بالإنجليزية: Porsche 911)‏ هي سيارة يتم انتاجها من قبل شركة بورشه.

## الفئة 991 (2012-)
الجيل الجديد من البورشه 911، أطلقت عليه الشركة الاسم الرمزي 991، وهو الجيل الثالث فقط من طراز 911 القائم على قاعدة جديدة. وبات يتوفر بفئات متعددة، تختلف في تجهيزاتها ولكنها تتشارك بنفس المفهوم العام والشخصية الفريدة.
البداية مع طراز القاعدة، فئة 911 كاريرا القياسية، والتي تتوفر بمحرك بوكسر من ست اسطوانات بسعة 3.4 ليتر بقوة 350 حصانا، يدفع السيارة إلى سرعة 100 كلم/س في 4.4-4.8 ثانية بحسب الفئة. إذ أن السيارة تتوفر بثلاث فئات، القياسية، طراز 911 كاريرا 4 ذي الدفع الرباعي، وأخيرا الفئة المكشوفة. كما تتوفر السيارة بعلبتي تروس، الأولى يدوية من سبع نسب أمامية، فيما الثانية من فئة PDK الأوتوماتيكية مع كلتشين، والتي ترفع من أداء السيارة.
الفئة الثانية هي طراز 911 كاريرا S، مع نفس المحرك ولكن بسعة 3.8 ليتر بقوة 400 حصان. هذه الفئة تتوفر أيضا بطرازي 911 كاريرا 4S ذي الدفع الرباعي والطراز المكشوف، وتتوفر بنفس علبتي التروس للطراز القياسي. الزيادة في القوة تعني زيادة في الأداء، مع تسارع إلى 100 كلم/س في 4.1 ثانية لطراز كاريرا S وسرعة قصوى تتجاوز 300 كلم/س.

## طراز تارغا والفئة المكشوفة
البورشه 911 تتوفر طبعا بشكلها التقليدي كسيارة كوبيه مع مقعدين صغيرين في الخلف. إلا أن الشركة توفر السيارة أيضا بطراز مكشوف، وأضافت إليه عام 2014 طراز تارغا الشهير لدى بورشه. ولكن هذه المرة بسقف فريد من نوعه، إذ أن القسم العلوي منه يتم توضيبه أوتوماتيكيا تحت الزجاج الخلفي الذي يعود إلى مكانه، لتتحول إلى سيارة تارغا حقيقية بدون القسم الأوسط من السقف مع بقاء العمود الأوسط والزجاج الخلفي.

## طراز 911 GT3
البورشه 911 هي واحدة من أنجح السيارات في عالم السباقات. ولأولئك الذين يرغبون في نقل تجربة قيادة سيارة سباق من الحلبات إلى الطريق، تقدم بورشه طراز 911 GT3، والذي يعتبره البعض قمة طرازات بورشه حين يتعلق الأمر بالأداء العالي ومتعة القيادة الحقيقية. تصميم السيارة الخارجي يختلف مع الجناح الخلفي (السبويلر) الكبير وإطاراتها الكبيرة. ولكن التغييرات الأهم تجري تحت غطاء المحرك، والذي تبلغ سعته 3.8 ليتر، وتصل قوته إلى 475 حصانا عند 8250 د/د. المحرك يتصل بعلبة تروس PDK ذات كلتشين من سبع نسب، تنقل القوة إلى العجلات الخلفية وتطلق السيارة إلى 100 كلم/س في 3.5 ثانية فقط، وإلى سرعة قصوى تبلغ 315 كلم/س. السيارة عرفت تخفيفا لوزنها الإجمالي، ومقصورة رياضية بامتياز مع مقاعد رياضية مميزة. كذلك هناك تعيير مختلف تماما لنظام التعليق، وحتى نظام جديد يعتمد على تغيير زوايا العجلات الخلفية في المنعطفات لإعطاء السيارة رشاقة أكثر.

## طراز 911 تيربو
طراز تيربو من البورشه 911 ليس بجديد، فقد بدأت بورشه إطلاقه تحديدا منذ فئة 930 في الثمانينيات. مع الجيل الجديد من البورشه 911 وصل طراز تيربو مع محرك مشحون تبلغ سعته 3.8 ليتر، ولكن بفضل التيربو تبلغ قوته 520 حصانا تعطي السيارة تأدية عالية، يتطلب معها الأمر اعتماد نظام دفع رباعي بشكل قياسي، لتنطلق السيارة إلى سرعة 100 كلم/س في 3.2 ثانية فقط مع باقة الأداء الرياضي الخاصة. وتوفر بورشه كذلك طراز 911 تيربو S بنفس المحرك، ولكن مع قوة تبلغ 560 حصانا، ليتقلص الزمن المطلوب للوصول إلى سرعة 100 كلم/س إلى 3.1 ثانية فقط، فيما الوصول إلى 160 كلم/س لا يتطلب سوى 6.8 ثانية. كما تتوفر السيارة كذلك بطراز مكشوف.

## وصلات خارجية
- معلومات عن البورشه 911 (فئة 991)

## هوامش
1. ↑  911 تيربو - أوتوموتورز نسخة محفوظة 09 سبتمبر 2014 على موقع واي باك مشين.